# Loivos do Monte
Loivos do Monte ist eine Gemeinde im Norden Portugals.
Loivos do Monte gehört zum Kreis Baião im Distrikt Porto, besitzt eine Fläche von 8,7 km² und hat 301 Einwohner (Stand 19. April 2021).

## Bauwerke
- Casa de Arcouce